# توسکا لی
توسکا لی (زاده ۱ دسامبر ۱۹۶۹) یک نویسنده آمریکایی پرفروش است که به خاطر رمان‌های تاریخی و هیجان‌انگیزش شهرت دارد. لی با شوهرش، برایان، و سه نفر از چهار فرزندخوانده اش زندگی می‌کند.
لی در رونوک، ویرجینیا، ایالات متحده از پدری کره ای و مادری اروپایی-آمریکایی به دنیا آمد. پدرش، پروفسور بازنشسته سانگ مون لی بود.